# HD 171416
HD 171416，又名CD-2915123，SAO 187024、HR 6972，是一颗恒星，视星等为6.37，位于銀經4.58，銀緯-10.01，其B1900.0坐标为赤經18h 29m 36.6s，赤緯-29° -10.01′ 42″。